# Zhuchengtitan
Zhuchengtitan zangjiazhuangensis
Genre
Espèce
Zhuchengtitan (« le titan de Zhucheng ») est un genre fossile de dinosaures sauropodes du groupe des titanosaures, découvert dans le groupe de Wangshi d'âge Crétacé supérieur (Campanien), soit il y a environ 73,5 millions d'années, sur le territoire de la Chine actuelle dans la province du Shandong.
Une seule espèce est rattachée au genre : Zhuchengtitan zangjiazhuangensis.

## Histoire de la découverte
Seul l'humérus, de 108 cm de long, a été découvert, il est répertorié sous le code ZJZ-57.
Découvert en 2008 dans la carrière de Zangjiazhuang par des chercheurs du centre de recherche sur la culture des dinosaures de Zhucheng, le fossile fut décrit en novembre 2017 par Mo Jinyou, Wang Kebai, Chen Shuqing, Wang Peiye et Xu Xing dans un document de recherche publié dans le Geological Bulletin of China.
Les caractéristiques anatomiques, différentes des autres sauropodes titanosaures connus, ont mené les paléontologues chinois à le décrire comme étant un nouveau genre et une nouvelle espèce.
C'est le tout premier sauropode décrit de la province du Shandong.

## Classification
L’analyse de l’humérus a conduit Mo Jinyou et ses collègues à inclure Zhuchengtitan dans la famille des Saltasauridae. De plus, Zhuchengtitan pourrait être fortement apparenté à l’espèce mongole Opisthocoelicaudia skarzynskii, sous réserve de la découverte de matériel supplémentaire.

## Paléoécologie
Le site ayant livré Zhuchengtitan est caractérisé par des sédiments déposés dans une plaine inondable. Parmi les autres dinosaures découverts à Zangjiazhuang, on compte l'ornithopode hadrosaure Shantungosaurus giganteus (appelé « Huaxiasaurus maximus » par Mo et ses collègues),, le théropode Zhuchengtyrannus magnus et le cératopsien Sinoceratops zhuchengis.